# 19. světové skautské jamboree
19. světové skautské jamboree (španělsky: 19º Jamboree Scout Mundial) se konalo v Chile, poprvé v Jižní Americe, na ploše 7400 akrů  na úpatí And, asi 38 mil (61 km) od hlavního města Santiago de Chile. Na 11 dní, od 27. prosince 1998 do 6. ledna 1999, se zde setkalo asi 31 000 skautů a jejich vedoucích z téměř každé skautské organizace světa.

## Téma
Tématem tohoto jamboree bylo „Building Peace Together“ (Budování míru společně). Program zahrnoval následující hlavní aktivity:
- Vesnička globálního rozvoje, s exponáty a workshopy věnovanými vědě a technologiím, kulturnímu a uměleckému projevu, otázkám životního prostředí a mezikulturního míru a porozumění.
- Turnaje s osobními souboji a typickými hrami z celé Ameriky.
- Den obecně prospěšných prací v sousedních vesnicích.
- Celonoční túra přes 5 700 akrů (asi 23 km²) drsné, poušti podobné krajiny.
- Exkurze na farmy, do továren na balení ovoce a do důlních dílen, zakončené grilováním a folklórním programem v Rancagua, hlavním městem regionu.